# Andreea Pelei
Andreea Pelei (Bucarest, 26 ottobre 1975) è una schermitrice rumena, specializzata nella sciabola.

## Biografia
Ai Campionati mondiali di scherma ha conquistato una medaglia d'argento nella gara di sciabola a squadre a Nimes nel 2001, mentre ai Campionati europei di scherma ha conquistato una medaglia d'argento nella gara di sciabola a squadre a Copenaghen nel 2004.

## Palmarès
In carriera ha conseguito i seguenti risultati:
- Mondiali

Nimes 2001: argento nella sciabola a squadre.
- Europei

Copenaghen 2004: argento nella sciabola a squadre.